# 辛树帜
辛树帜（1894年8月8日—1977年10月24日）字先济，湖南临澧人，生物学家，农业史学家，教育家。

## 生平
1894年8月8日，辛树帜出生于湖南省安福县（今临澧县）一个農民家庭。九岁入私塾，1906年秋，入高小四年级，1910年，进入湖南省西路师范学堂学习，1915年秋，考入国立武昌高等师范学校生物系。毕业后，先后在长沙明德中学、湖南省立第一师范学校等校任教。1924年至1927年自费赴英国伦敦大学和德国柏林大学留学，师从笛尔斯博士（Dr.Diels）学植物分类学。1927年，回国担任國立中山大学教授兼生物系主任。期间，辛树帜主持了广西大瑶山的科学考察，发现了如中国鳄蜥等近20个动植物新物种。1932年，任国立编译馆馆长；1936年，参与国立西北农林专科学校的筹建，并担任第二任校长。1946年3月26日，南京國民政府行政院决定成立国立兰州大学，辛树帜被任命为校长，负责筹备工作，邀請顧頡剛等著名學者到蘭大任教。1950年，重返西农任代院长。1954年，回到西北农学院担任院长。此后致力于古农学研究。1957年，反右运动時受到批判，不能再理院务。1966年，文革時被批鬥，夫人离世。1977年去世。

## 著作
- . 北京: 农业出版社. 1962.08.
- . 北京: 农业出版社. 1964.09.
- . 北京: 农业出版社. 1982.11.

## 腳註
1. ↑  纪念文集（1997年）